# Нифурател
Нифурател — производное фурана, обладающее выраженной противомикробной активностью, в том числе трихомонадной, эквивалентной активности метронидазола. Часто применяется в гинекологии и урологии. Это антибактериальное, противопротозойное и противогрибковое средство, которое можно назначать как перорально, так и местно вагинально.

## Фармакология
Нифурател проявляет выраженную антипротозоарную и антибактериальную активность и оказывает определенное фунгицидное действие.
При приёме внутрь или в виде в виде вагинальных капсул или крема он используется при лечении многих инфекций мочеполовых путей, особенно при отсутствии точного диагноза. Например, его можно использовать для лечения женщин с выделениями из влагалища, когда неясно, является ли их причиной Trichomonas vaginalis или штаммы Candida, такие как Candida albicans, или возбудители бактериального вагиноза, включая Atopobium vaginae.
Нифурател обеспечивает широкий спектр противопротозойного и противомикробного действия препарата. Его биодоступность составляет 95 %. Он препятствует размножению и росту микроорганизмов, проявляя своё бактериостатическое или бактерицидное действие в зависимости от дозировки. Нифурател при приёме внутрь практически полностью элиминируется почками и не требует высокой активности печени. К нему не развивается резистентность. Нифурател лишён тератогенного действия. Хорошо переносится взрослыми и детьми.
Побочные эффекты минимальны, имеет безопасный токсикологический профиль.

## Применение

### Гинекология
Согласно заключениям Польского гинекологического общества, нифурател является эффективным препаратом при лечении смешанных вагинальных инфекций, а также предпочтительным при антимикробной терапии у беременных женщин. Кроме того, нифурател эффективен в отношении Chlamydia trachomatis и Mycoplasma spp., обладает антитрихомонадным действием, и проявляет активность в отношении Candida non-albicans.
В исследовании препарата на основе действующего вещества — нифуратела, приняли участие 93 пациентки с установленной этиологией заболеваний, сопровождающихся патологическими выделениями из половых путей. Этиологическая структура заболеваний включала: бактериальный вагиноз — 35/93 (38 %), кандидозный вульвовагинит — 21/93 (22 %), аэробный вагинит — 9/93 (10 %), вагинит сочетанной этиологии — 28/93 (30 %). Клиническая эффективность терапии пациенток была достигнута в 94,6 % случаев, отсутствие аллергических реакций — в 100 % случаев.

### Инфекции мочевых путей
В исследовании с участием 120 пациентов, включая 53 беременные женщины, у которых наблюдалась бессимптомная бактериурия, пациенты прошли семидневный рандомизированный курс терапии антибиотиками пенициллинового ряда и нифурателом. При приёме других антибиотиков, которые считаются наименее токсичной группой, неблагоприятные побочные эффекты наблюдались у 30-40 % пациентов. В группе принимавших нифурател данный показатель составлял 15 %. Было доказано, что нифурател является высокоактивным нетоксичным лекарственным средством.
Согласно исследованию, пациенты с кандидозными инфекциями мочевыводящих путей были вылечены пероральным нифурателом.
Систематический обзор клинико-бактериологической эффективности нифуратела при терапии инфекций мочевыводящих путей показал, что эффективность нифуратела равна и иногда превосходит эффективность других антибиотиков. Нифурател демонстрирует более выраженную терапевтическую эффективность и лучшую переносимость в сравнении с нитрофурантоином. Нифурател имеет спектр активности не только в отношении уропатогенов, но и возбудителей отдельных вагинальных инфекций, а также подходит для лечения острых и хронических ИНМП.

### Педиатрия
В педиатрической практике нифурател применяется для коррекции инфекций мочевых путей у детей и синдрома избыточного бактериального роста (СИБР). Препарат демонстрирует хорошую переносимость и значительно меньшее число побочных реакций у детей.
Также нифурател используется в качестве первой линии при лечении лямблиоза у детей.

### Желудочно-кишечный тракт
Нифурател обладает широким спектром активности против возбудителей инфекционных поражений ЖКТ. В рамках ретроспективного исследования была оценена эффективность нифуратела. Так 92,2 % пациентов после лечения отметили улучшение самочувствия: нормализацию частоты и оформленности стула, уменьшение флатуленции и исчезновением абдоминального дискомфорта. Нифурател был на 95 % эффективен при лечении интестинального лямблиоза, сочетанного с дисбиозом кишечника.
Было показано, что эффективность нифуратела в лечении лямблиоза у детей достигает 100 %. При этом нифурател не подавляет облигатную флору кишечника и хорошо переносится детьми.